# 温斯特鲁特河畔劳哈
温斯特鲁特河畔劳哈（德語：Laucha an der Unstrut，發音：[ˈlaʊxa ʔan deːɐ̯ ˈʊnʃtʁuːt, - ˈʊnstʁuːt]）是德国萨克森-安哈尔特州布尔根兰县的城市，面积31.14平方千米，2023年12月31日人口为2,768人。